# Спировский, Стефан
Сте́фан Спиро́вский (макед. Стефан Спировски; 23 августа 1990, Битола) — северомакедонский футболист, полузащитник клуба «Пюник». Выступал за сборную Северной Македонии.

## Клубная карьера
Взрослую карьеру начал в родном городе в клубе «Пелистер», проведя два с половиной сезона в высшем дивизионе Республики Македонии. В начале 2010 года перешёл в сербский клуб высшего дивизиона «Борац» (Чачак), но не был твёрдым игроком основы. В сезоне 2011/12 со своим клубом вышел в финал Кубка Сербии, но в том же сезоне клуб занял место в зоне вылета и опустился в первую лигу. Некоторое время игрок выступал за «Борац» в первой лиге, а также играл на правах аренды за македонский клуб «Работнички». В начале 2014 года перешёл в болгарский «Берое», где провёл два неполных сезона, будучи игроком замены. В сезоне 2014/15 «Берое» стал вице-чемпионом Болгарии, однако Спировский ещё до окончания сезона покинул клуб.
С начала 2015 года выступал за северомакедонский «Вардар». Трижды подряд с этим клубом становился чемпионом страны (2014/15, 2015/16, 2016/17), обладатель Суперкубка Республики Македонии 2015 года. В сезоне 2016/17 признан лучшим игроком года в стране. Осенью 2017 года перешёл в венгерский «Ференцварош», с которым стал вице-чемпионом (2017/18) и чемпионом Венгрии (2018/19). В сезоне 2019/20 выступал в Израиле за «Хапоэль» (Тель-Авив), а сезон 2020/21 начал на Кипре в клубе АЕК (Ларнака).
23 сентября 2021 года заключил контракт с украинским клубом «Мариуполь» сроком до окончания сезона 2021/22. 25 сентября дебютировал за новую команду в матче украинской Премьер-лиги против «Александрии» и на 25-й минуте отметился первым забитым голом за клуб.

## Карьера в сборной
Выступал за юниорские и молодёжные сборные Республики Македонии. 10 августа 2011 года дебютировал в сборной Македонии в товарищеском матче против сборной Азербайджана. Свой первый гол за команду забил 28 марта 2017 года в ворота сборной Беларуси (3:0). По состоянию на декабрь 2021 года провёл за сборную Северной Македонии 46 матчей и забил 1 гол.